# 巴寇
巴寇，是印度比哈爾邦的烏爾都語穆斯林社群。

## 起源
他們是一個流動社團，以表演民歌賣藝為生。他們起源不明，一般認為是多姆人的分支，後接受伊斯蘭教。
他們可見於貝古薩賴、巴特那、那爛陀、並實行嚴格的內婚制。
他們同時被鄰居比哈爾穆斯林文化孤立，經常被拒絕使用比哈爾穆斯林的墓地與清真寺。